# Andrena sarta
Andrena sarta är en biart som beskrevs av Morawitz 1876. Andrena sarta ingår i släktet sandbin, och familjen grävbin. Inga underarter finns listade i Catalogue of Life.